# Seleção Paraguaia de Futebol de Areia
A Seleção Paraguaia de Futebol de Areia representa o Paraguai nas competições internacionais de futebol de areia (ou beach soccer).

## Melhores Classificações
- Copa do Mundo de Futebol de Areia - 7º Lugar em 2017
- Copa América de Futebol de Areia - Vice-Campeão em 2016 e 2018